# Двадесет и трети артилерийски полк
Двадесет и трети артилерийски полк е български артилерийски полк, формиран през 1917 година, взел участие в Първата световна война (1915 – 1918).

## Формиране
Двадесет и трети артилерийски полк е формиран на 22 февруари 1917 в Тулча от 1-во 7,7–см скорострелно артилерийско отделение и 2-ро 7,5–см скорострелно артилерийско отделение и заедно с 24-ти артилерийски полк влизат в състава на 12-а артилерийска бригада от състава на 3-та армия. Взема участие в Първата световна война (1915 – 1918). На 1 септември 1918 полкът е подчинен на щаба на 302-ра германска пехотна дивизия в Македония. През октомври 1918 г. се завръща в Кюстендил и е демобилизиран, а през май 1919 е разформирован, като чиновете му се превеждат на служба в 4-ти артилерийски полк.

## Командири
Званията са към датата на заемане на длъжността.
| №  | звание    | име               | дати                 |
| -- | --------- | ----------------- | -------------------- |
| 1. | Полковник | Димитър Венедиков | Първа световна война |